# Compsoptera punctaria
Compsoptera punctaria är en fjärilsart som beskrevs av John Henry Leech 1897. Compsoptera punctaria ingår i släktet Compsoptera och familjen mätare. Inga underarter finns listade i Catalogue of Life.